# Federico Chingotto
Federico Chingotto (Olavarría, 13 de abril de 1997) es un jugador profesional de pádel argentino. Ocupa la 4.ª posición del ranking FIP y juega en la posición del drive junto a Alejandro Galán, juntos forman la segunda mejor pareja de pádel del mundo.
Hasta finales de 2022 jugó siempre junto a Juan Tello, con quien mantuvo una magnífica relación tanto dentro como fuera de la pista durante los más de 7 años que jugaron juntos, siendo la pareja más longeva del circuito masculino y una de las más queridas por los aficionados.
Desde 2019 ha estado siempre entre las 8 mejores parejas del mundo y, a pesar de haber llegado a varias finales, estuvo unos años con la espina clavada de que el único torneo en su palmarés (el Open de Las Rozas de 2020) lo había ganado sin disputar la final por lesión del rival. Y no fue hasta diciembre de 2023, en el último torneo de la historia de WPT, que ganó la final de un torneo, consiguiendo el Barcelona Master Final junto a Paquito siendo además elegido MVP.
Posterior a ese torneo en Barcelona, Chingotto y Paquito Navarro separaron sus caminos. A principios de 2024, el jugador argentino se unió al español Momo González. Sin embargo, esta relación deportiva duró poco, ya que a principios de marzo de 2024, tras la separación de Alejandro Galán y Juan Lebrón, el jugador de Olavarría pasó a formar pareja con el ex número 1 del mundo, Alejandro Galán.

## Carrera deportiva
Federico Chingotto comenzó a destacar en el mundo del pádel en 2016 cuando, junto a Juan Tello, alcanzaron el cuadro principal en el Open de Alicante en el que quedaron eliminados en octavos de final ante Paquito Navarro y Sanyo Gutiérrez por un 6-1 y 6-1. En el Open de Montecarlo de ese mismo año volvieron a acceder al cuadro principal, siendo eliminados otra vez por la misma pareja, aunque en esta ocasión por menos diferencia.
Aunque estos fuesen sus primeros torneos en el World Padel Tour, en Argentina ya eran los número 1 de su circuito, siendo una de las parejas más prometedoras del país.
En 2017 continuaron como pareja, y también con su gran progresión. En el Valladolid Open alcanzaron por primera vez unas semifinales, donde finalmente acabaron cayendo. En el Alicante Open volvieron a alcanzar las semifinales. En esta ocasión volvieron a caer, por 6-3, 3-6 y 4-6 ante los número 1, Fernando Belasteguín y Pablo Lima.
En 2019 llegaron a su primera final tras ganar en semis a la pareja 1, en el Master de Portugal, pero cayeron por doble 6-4 frente a Alejandro Galán y Pablo Lima, y en 2020, año marcado por la pandemia de COVID-19, refrendaron su buen 2019, al conseguir llegar a la final del Madrid Open y a la del Valencia Open, perdiendo ambas contra Alejandro Galán y Juan Lebrón, quienes se convertirían en la mejor pareja del mundo de ese año. Finalmente, en el Open de Las Rozas 2020 lograron su primer título del World Padel Tour después de que Paquito Navarro y Pablo Lima se retirasen antes de disputar la final debido a una lesión del brasileño. En ese torneo vencieron en cuartos a Bela y Tapia por 4-6, 7-6(4) y 6-3, para llegar así a las semifinales contra los número 1, Lebrón-Galán, quienes acabaron sucumbiendo ante la potencia del "gato" Tello y el incansable trabajo de Chingotto. Ganaron en dos sets, 6-3 y 7-5, y se fundieron en un emotivo abrazo sin saber que unas horas después iban a proclamarse campeones sin tener que disputar la final.
En 2021 estuvieron de principio a fin luchando por ser la 4ª mejor pareja del ranking WPT con la dupla formada por Franco Stupaczuk y Álex Ruiz, intercambiándose la 4ª y 5ª posición (el ser o no cabezas de serie en los torneos Open) a lo largo del año. Finalmente acabaron como la 5ª mejor pareja del mundo, habiendo llegado a 3 finales y 4 semifinales, pero sin haber podido celebrar ningún título.
El 16 de julio de 2022 avanzaron a la final del París Major Premier Pádel, tras vencer a la pareja integrada por su compatriota Martín Di Nenno y el español Paquito Navarro, a los que vencieron por 7-6(2) y 6-3. Perdiendo la final contra la pareja Alejandro Galán y Juan Lebrón, número uno del ranking mundial, en un partido muy duro e igualado.

## Palmarés

### Premier Padel

#### Títulos
| N.º | Año                 | Torneo       | Categoría | Pareja          | Oponentes en la final            | Resultado          |
| --- | ------------------- | ------------ | --------- | --------------- | -------------------------------- | ------------------ |
| 1   | 28 de abril de 2024 | Bruselas     | P2        | Alejandro Galán | Arturo Coello Agustín Tapia      | 6-4 / 6-7(4) / 6-2 |
| 2   | 5 de mayo de 2024   | Sevilla      | P2        | Alejandro Galán | Martín Di Nenno Franco Stupaczuk | 7-6(6) / 6-4       |
| 3   | 26 de mayo de 2024  | Mar de Plata | P1        | Alejandro Galán | Arturo Coello Agustín Tapia      | 2-6 / 6-2 / 6-2    |
| 4   | 23 de junio de 2024 | Rome         | Major     | Alejandro Galán | Arturo Coello Agustín Tapia      | 6-4 / 1-6 / 6-1    |
| 5   | 7 de julio de 2024  | Génova       | P2        | Alejandro Galán | Arturo Coello Agustín Tapia      | 6-1 / 6-1          |

#### Finales
| N.º | Año                      | Torneo         | Categoría | Pareja          | Oponentes en la final       | Resultado          |
| --- | ------------------------ | -------------- | --------- | --------------- | --------------------------- | ------------------ |
| 1   | 17 de julio de 2022      | París          | Major     | Juan Tello      | Juan Lebrón Alejandro Galán | 3-6 / 6-4 / 4-6    |
| 2   | 16 de julio de 2023      | Roma           | Major     | Paquito Navarro | Arturo Coello Agustín Tapia | 5-7 / 6-7(2)       |
| 3   | 23 de julio de 2023      | Madrid         | P1        | Paquito Navarro | Arturo Coello Agustín Tapia | 5-7 / 2-6          |
| 4   | 10 de septiembre de 2023 | París          | Major     | Paquito Navarro | Arturo Coello Agustín Tapia | 6-7(2) / 1-6       |
| 5   | 31 de marzo de 2024      | Puerto Cabello | P2        | Alejandro Galán | Arturo Coello Agustín Tapia | 6-2 / 3-6 / 3-6    |
| 6   | 19 de mayo de 2024       | Asunción       | P2        | Alejandro Galán | Arturo Coello Agustín Tapia | 1-6 / 6-3 / 6-7(1) |
| 7   | 3 de junio de 2024       | Santiago       | P1        | Alejandro Galán | Arturo Coello Agustín Tapia | 0-6 / 6-4 / 4-6    |
| 8   | 14 de julio de 2024      | Málaga         | P1        | Alejandro Galán | Arturo Coello Agustín Tapia | 2-6 / 3-6          |
| 9   | 8 de septiembre de 2024  | Madrid         | P1        | Alejandro Galán | Arturo Coello Agustín Tapia | 3-6 / 6-7(3)       |
| 10  | 15 de septiembre de 2024 | Rotterdam      | P1        | Alejandro Galán | Arturo Coello Agustín Tapia | 2-6 / 2-6          |
| 11  | 22 de septiembre de 2024 | Valladolid     | P2        | Alejandro Galán | Arturo Coello Agustín Tapia | 4-6 / 6-4 / 3-6    |
| 12  | 6 de octubre de 2024     | Paris          | Major     | Alejandro Galán | Arturo Coello Agustín Tapia | 2-6 / 1-6          |
| 13  | 10 de noviembre de 2024  | Dubái          | P1        | Alejandro Galán | Arturo Coello Agustín Tapia | 4-6 / 3-6          |
| 14  | 8 de diciembre de 2024   | Milano         | P1        | Alejandro Galán | Arturo Coello Agustín Tapia | 4-6 / 5-7          |

### World Padel Tour

#### Títulos
| N.º | Año                     | Torneo                 | Pareja          | Oponentes en la final       | Resultado     |
| --- | ----------------------- | ---------------------- | --------------- | --------------------------- | ------------- |
| 1   | 22 de noviembre de 2020 | Las Rozas de Madrid    | Juan Tello      | Pablo Lima* Paquito Navarro | 0-0 (lesión*) |
| 2   | 12 de diciembre de 2023 | Barcelona Master Final | Paquito Navarro | Juan Lebrón Alejandro Galán | 6-1 / 6-4     |

#### Finales
| N.º | Año                      | Torneo                 | Pareja          | Oponentes en la final            | Resultado          |
| --- | ------------------------ | ---------------------- | --------------- | -------------------------------- | ------------------ |
| 1   | 22 de septiembre de 2019 | Cascais Master         | Juan Tello      | Pablo Lima Alejandro Galán       | 4-6 / 4-6          |
| 2   | 9 de agosto de 2020      | Madrid III             | Juan Tello      | Juan Lebrón Alejandro Galán      | 7-6(6) / 1-6 / 4-6 |
| 3   | 6 de septiembre de 2020  | Valencia Open          | Juan Tello      | Juan Lebrón Alejandro Galán      | 3-6 / 6-7(6)       |
| 4   | 27 de junio de 2021      | Valladolid Master      | Juan Tello      | Luciano Capra Maxi Sánchez       | 3-6 / 4-6          |
| 5   | 5 de septiembre de 2021  | Cascais Master         | Juan Tello      | Luciano Capra Maxi Sánchez       | 6-4 / 5-7 / 3-6    |
| 6   | 19 de septiembre de 2021 | Barcelona Master       | Juan Tello      | Martín Di Nenno Paquito Navarro  | 2-6 / 6-3 / 4-6    |
| 7   | 18 de diciembre de 2022  | Barcelona Master Final | Martín Di Nenno | Juan Lebrón Alejandro Galán      | 4-6 / 7-6(5) / 2-6 |
| 8   | 18 de junio de 2023      | Toulouse Open          | Paquito Navarro | Martín Di Nenno Franco Stupaczuk | 2-6 / 4-6          |
| 9   | 15 de octubre de 2023    | Ámsterdam Open         | Paquito Navarro | Martín Di Nenno Franco Stupaczuk | 6-4 / 2-6 / 2-6    |

### Mundial
- Campeonato Mundial de Pádel de 2022